# كينيث هارت موير
كينيث هارت موير (بالإنجليزية: Kenneth Hart Muir)‏ هو ضابط أمريكي، ولد في 25 يوليو 1916 في بروكلين في الولايات المتحدة، وتوفي في 7 نوفمبر 1942 في البحر الكاريبي في الولايات المتحدة.